# Норд-Адлер (линейный корабль, 1811)
«Норд-Адлер» — 74-пушечный парусный линейный корабль Балтийского флота Российской империи. Корабль принимал участие в Отечественной войне 1812 года и войне с Францией 1813—1814 годов.

## Постройка
Корабль был заложен 20 ноября (12 декабря) 1809 года в Архангельске на Соломбальской верфи, спущен на воду 9 (21) мая 1811 года. Строителем был известный кораблестроитель Андрей Михайлович Курочкин.

## Служба
11 августа 1812 года корабль во главе эскадры Р. В. Кроуна вышел из Архангельска. В океане эскадра попала в сильный шторм, который продолжался четыре дня. «Норд-Адлер» лишился грот- и фор-стеньги, а в трюм стала поступать вода. Более трети экипажа — 219 человек — заболели цингой.
9 октября эскадра прибыла в Свеаборг, а 28 октября вышла в Англию, чтобы совместно с английским флотом принять участие в операциях против Франции. Через месяц, 29 ноября, эскадра прибыла в Ширнесс.
Далее «Норд-Адлер» оставался в Англии до мая 1814 года, крейсируя с кораблями британского флота.
25 мая 1814 года эскадра Кроуна ушла из Ширнесса и через два дня прибыла в Шербур. Там на корабли эскадры поднялись русские войска, находившиеся во Франции. 8 июля они были доставлены в Кронштадт.
Летом 1817 года «Норд-Адлер» занимался перевозом войск из Ревеля в Свеаборг.
Осенью 1817 года «Норд-Адлер» с эскадрой контр-адмирала А. В. Моллера вышел из Ревеля в Кадис и в 1818 году вместе с фрегатом «Меркурий» и кораблями «Трёх Святителей», «Нептунус», Любек и Дрезден был продан Испании согласно Мадридскому договору. Экипаж корабля вернулся в Россию на транспортных судах. В испанском флоте носил название «España». Сломан в 1821 году.
Командиром корабля в 1812—1814 и 1817 годах служил Д. Гамельтон.